# Camponotus pompeius
Camponotus pompeius är en myrart som beskrevs av Auguste-Henri Forel 1886. Camponotus pompeius ingår i släktet hästmyror, och familjen myror.

## Underarter
Arten delas in i följande underarter:
- C. p. cassius
- C. p. iota
- C. p. marius
- C. p. pompeius